# Katelan Redmon
Katelan Redmon, née le 11 octobre 1988 à Moscow (Idaho), est une joueuse américaine de basket-ball.

## Biographie
Au lycée, elle pratique aussi le sprint et le football et emmène l'équipe de basket-ball au titre de l’État durant son année junior. Elle Freshman, elle débute les 31 rencontres de l'équipe et obtient des moyennes de 11,8 points et 4,5 rebonds par rencontre. Après une année redshirt, elle joue pour Gonzaga pour 13,8 points, 5,4 rebonds et 1,6 passe décisive de moyenne sur ses trois dernières années. Pour son année sophomore à Spokane, elle marque 19 points contre son ancienne équipe des Huskies et est nommé West Coast Conference Newcomer of the Year. En senior, elle emmène son équipe jusqu'au Sweet Sixteen.
En 2011, elle participe aux Jeux panaméricains.
Première joueuse draftée des Bulldogs, est choisie comme 36e choix de la draft WNBA 2012 par le Liberty de New York. Pour sa première saison en WNBA, elle ne dispute que 7 rencontres pour un total cumulé de 7 points (3 tirs réussis sur 14 tentés), 8 rebdonds, 2 passes en 42 minutes. Elle est signée le 27 avril 2012, remerciée le 17 mai, puis de nouveau engagée le 5 juillet. Elle joue avec deux coéquipières de son État de Washington, sa future partenaire à Tarbes Alex Montgomery et l'ancienne meneuse d'Arras Leilani Mitchell. En avril 2013, le Storm de Seattle l'engage pour pré-saison 2013.
En décembre 2012, elle rejoint le club israélien d’Elitzur Netanya. En 13 rencontres, elle inscrit à 10,5 points, 4,2 rebonds et 2,3 passes décisives de moyenne pour 25 minutes de jeu.
En mai 2013, elle est engagée par le club français de Tarbes.

## Club
- 2003-2007 :  Lewis & Clark High School
- 2007-2008 :  Huskies de Washington
- 2008-2012 :  Bulldogs de Gonzaga
- 2012-2013 :  Elitzur Netanya
- 2013-2014 :  Tarbes Gespe Bigorre

Parcours en WNBA :
- 2012 : Liberty de New York

## Distinctions personnelles
- Pac-10 All-Freshman Team[5]
- West Coast Conference Newcomer of the Year (2010)[6]
- All-West Coast Conference Team (2011, 2012)[6]
- West Coast Conference Player of the Week (3 fois)[6]